# Valentina Mari
Valentina Mari (Roma, 28 aprile 1978) è una doppiatrice e direttrice del doppiaggio italiana.

## Biografia
È figlia di padre italiano e di madre svizzera, di Zurigo.
La carriera di Valentina Mari inizia nel 1986 grazie all'amicizia della madre con la famiglia Izzo. La doppiatrice esordisce in un turno di brusio nel film Il bambino d'oro.
Ha doppiato Natalie Portman in Léon e nel ruolo di Jane Foster nei film della Marvel Cinematic Universe, Carey Mulligan ne Il grande Gatsby, Kristen Bell nella famosa serie Veronica Mars e in Gossip Girl, Claire Danes in Romeo + Giulietta di William Shakespeare e Joy, Mischa Barton in The O.C., Audrey Tautou ne Il favoloso mondo di Amélie, Alice Eve in Men in Black 3 e Reese Witherspoon ne La rivincita delle bionde e Una bionda in carriera.

## Doppiaggio

### Film
- Natalie Portman in Léon, Tutti dicono I Love You, Mars Attacks!, Qui dove batte il cuore, Ritorno a Cold Mountain, L'altra donna del re, Amici, amanti e..., Thor, Thor: The Dark World, Planetarium, Avengers: Endgame, Thor: Love and Thunder
- Audrey Tautou in Il favoloso mondo di Amélie, M'ama non m'ama, L'appartamento spagnolo, Tu mi ami, Bambole russe, Mood Indigo - La schiuma dei giorni, Microbo & Gasolina, L'Odissea, Pallottole in libertà, Jesus Rolls - Quintana è tornato!
- Kristen Bell in La fontana dell'amore, Ancora tu!, Burlesque, Stuck in Love, Veronica Mars - Il film, The Boss, Bad Moms 2 - Mamme molto più cattive, La donna nella casa di fronte alla ragazza dalla finestra
- Claire Danes in I Love You, I Love You Not, Romeo + Giulietta di William Shakespeare, L'uomo della pioggia - The Rainmaker, The Hours, Le forze del destino, Brigsby Bear
- Carey Mulligan in Non lasciarmi, Wall Street - Il denaro non dorme mai, Drive, Il grande Gatsby, Mudbound, Saltburn
- Dianna Agron in Sono il Numero Quattro, Glee: The 3D Concert Movie, Cose nostre - Malavita, Clock
- Zhang Ziyi in La tigre e il dragone, La foresta dei pugnali volanti, Memorie di una Geisha, The Horsemen, The Grandmaster
- Jennifer Lawrence in Mr. Beaver, American Hustle - L'apparenza inganna, Joy
- Kelly Reilly in Sherlock Holmes, Sherlock Holmes - Gioco di ombre, Flight, Rompicapo a New York, Eli
- Reese Witherspoon in L'uomo della luna, La rivincita delle bionde, Una bionda in carriera
- Brit Marling in La frode, The East, I Origins
- Mischa Barton in Notting Hill, L'altra metà dell'amore, Closing the Ring
- Marley Shelton in Pleasantville, Le insolite sospette - Sugar & Spice, Bubble Boy
- Leelee Sobieski in La figlia di un soldato non piange mai, Eyes Wide Shut
- Amanda Seyfried in Tradire è un'arte - Boogie Woogie, Letters to Juliet
- Lily Collins in Abduction - Riprenditi la tua vita, Ted Bundy - Fascino criminale
- Lucy Punch in Ella Enchanted - Il magico mondo di Ella, Into the Woods
- Alice Eve in Men in Black 3, Before We Go
- Alicia Vikander in Il quinto potere, Operazione U.N.C.L.E.
- Brittany Murphy in Bella da morire, Don't Say a Word
- Jessica Chastain in The Tree of Life, Le paludi della morte
- Jennifer Love Hewitt in Garfield - Il film, Garfield 2
- Jamie Chung in Una notte da leoni 2, Una notte da leoni 3
- Olga Kurylenko in The Water Diviner
- Rebecca Hall in Closed Circuit, Una promessa
- Oona Chaplin in La risposta è nelle stelle
- Mia Wasikowska in Stoker
- Alona Tal in Broken City
- Amy Adams in Il dubbio
- Alison Pill in To Rome with Love
- Rachel McAdams in Game Night - Indovina chi muore stasera?,  Eurovision Song Contest - La storia dei Fire Saga
- Lauren Sweetser in Un gelido inverno
- Olivia Thirlby in Margaret
- Katie Cassidy in Live! - Ascolti record al primo colpo
- Rooney Mara in Nightmare
- Michelle Trachtenberg in Mysterious Skin
- Kate Beckinsale in Pearl Harbor
- Shriya Saran in Amore in linea
- Rumer Willis in La coniglietta di casa
- Kim Kardashian in Disaster Movie
- Rachael Henley in Le cronache di Narnia - Il leone, la strega e l'armadio
- Emily Mortimer in Piccolo dizionario amoroso
- Alison Folland in Boys Don't Cry
- Camilla Belle in Chiamata da uno sconosciuto
- Jennifer Ulrich in L'onda
- Annabella Levy in Moebius
- Satomi Ishihara in Shin Godzilla
- Im Soo-jung in Two Sisters
- Evan Rachel Wood in Across the Universe
- Lisa Jakub in Mrs. Doubtfire - Mammo per sempre
- Sarah Michelle Gellar in Harvard Man
- Cho Yeo-jeong in Parasite
- Ellie Kemper in Home Sweet Home Alone - Mamma, ho perso l'aereo
- Li Jun Li in Babylon
- Dianna Agron in Clock
- Min-jeong Seo ne La samaritana
- Olivia Thirlby in Oppenheimer
- Juliana Moska in One Life
- Lucie Debay in La sindrome degli amori passati
- Maria Bakalova in Bodies Bodies Bodies
- Kim Matula in Saturday Night
- Adrianne Palicki in G.I. Joe - La vendetta

### Film d'animazione
- Anastasia bambina in Anastasia
- Gina in Scimmie come noi
- Tamara in The Miracle Maker
- Marie in Barbie - Lago dei cigni
- Maria ne L'uovo
- Mikako Nagamine ne La voce delle stelle
- Cloe in Bratz: Rock Angelz
- Yaone in Saiyuki: Requiem
- Fallon in Barbie in le 12 principesse danzanti
- Ping in Cheerleaders - La supersquadra
- Marlene in Pinocchio 3000
- Teresa / Alexa (parte parlata) in Barbie e il castello di diamanti
- Kim Possible in Kim Possible - Viaggio nel tempo, Kim Possible - La sfida finale
- Rei Ayanami in Neon Genesis Evangelion: Death & Rebirth, Neon Genesis Evangelion: The End of Evangelion, Evangelion: 1.0 You Are (Not) Alone, Evangelion: 2.0 You Can (Not) Advance, Evangelion: 3.0 You Can (Not) Redo, Evangelion: 3.0+1.0 Thrice Upon a Time
- Milk in Yes! Pretty Cure 5 - Le Pretty Cure nel Regno degli Specchi
- Milk/Kurumi Mimino/Milky Rose in Yes! Pretty Cure 5 GoGo! - Buon compleanno carissima Nozomi
- Midori Mitsuya in The Sky Crawlers - I cavalieri del cielo
- Jenna Shwartzendruber in Firebreather
- Cecily Fairchild in Mobile Suit Gundam F91
- Fifi in Khumba
- Anna in La leggenda del Vento del Nord e Il ritorno del Vento del Nord
- Crowe Altius in Kingsglaive: Final Fantasy XV
- Keiko Kuromura ne In questo angolo di mondo
- Lucie Skroupova ne L'organo genocida
- Unikitty in The LEGO Movie, The LEGO Movie 2 - Una nuova avventura
- Brama in L'arca di Noè
- Janet in PAW Patrol - Il super film

### Serie televisive
- Kristen Bell in Veronica Mars, Gossip Girl, Heroes
- Katie Cassidy in Harper's Island, Melrose Place
- Jane Levy in Suburgatory, What/If, Lo Straordinario mondo di Zoey
- Karine Vanasse in Pan Am, Revenge
- Jennifer Love Hewitt in Cinque in famiglia, Cenerentola a New York
- Ryan Michelle Bathe in Vi presento i miei, The Endgame - La regina delle rapine
- Caity Lotz in Arrow, Legends of Tomorrow
- Nicki Aycox in Supernatural
- Ginnifer Goodwin in C'era una volta
- Mischa Barton in The O.C.
- Marley Shelton in Rise
- Clara Alonso in Intrecci del passato
- Jessica Lowndes in 90210
- Abigail Spencer in Timeless
- Alexandra Park in The Royals
- Beverley Mitchell in Settimo cielo
- Dianna Agron in Glee
- Carlson Young in Scream
- Tuppence Middleton in Sense8
- Kellie Martin in La libreria del mistero
- Lizzie Brocheré in American Horror Story
- Amber Heard in Hidden Palms
- Annabelle Wallis in I Tudors - Scandali a corte
- Sarah-Jane Potts in Felicity
- Sibel Kekilli in Il Trono di Spade
- Danneel Harris in One Tree Hill
- Leslie Grossman in Popular
- Keri Russell in I ragazzi di Malibù
- Cariba Heine in H2O
- Leighton Meester in Tarzan
- Andrea Friedman in Una famiglia come tante
- Maya Goodwin in Da un giorno all'altro
- Megalyn Echikunwoke in 24
- Gosia Piotrowska in Spellbinder
- Ania Stepien in Cybergirl
- MacKenzie Porter in Dinosapien
- Carey Mulligan in Collateral
- Oona Chaplin in Taboo
- Sophie Wepper in Omicidi nell'alta società
- Alexandra Dinu in Rosso San Valentino
- Lauren Cohan in The Vampire Diaries
- Natalie Dormer in Elementary
- Julie Benz in Desperate Housewives
- Adriana DeGirolami in Snowfall
- Jamie-Lynn Sigler in I Soprano
- Luisana Lopilato in Una buona stagione
- Jeananne Goossen in Criminal Minds
- Laura Donnelly in Britannia
- Laura Mennell in L'uomo nell'alto castello
- Noémie Schmidt in Versailles
- Kimberly Matula e Annika Noelle in Beautiful
- Brenda Gandini, Laura Azcurra e Esmeralda Mitre in Flor - Speciale come te
- Bridget Regan in Agent Carter
- Alona Tal in Alex Cross
- Fiona Gubelmann in The Good Doctor
- Alice Eve in Iron Fist
- Teressa Liane in Magnum P.I.
- Jamie Neumann in The Deuce - La via del porno
- Christina Ricci in Mercoledì
- Olivia Thirlby in Golia
- Mari Yamamoto in Monarch: Legacy of Monsters
- Fiona O'Shaughnessy in Halo

### Film TV
- Michelle Trachtenberg in La scelta di Charlie
- Hayley DuMond in Angels
- Laura Rose in Sex & Videotape
- Katie Harrod in Cuori spezzati
- Ariana Richards in La leggenda dello stallone bianco
- Alexandra Neldel in Rosamunde Pilcher - Al cuor non si comanda
- Joshua Rudoy in La moglie di Boogedy
- Janina Flieger in Trappola via Internet
- Charlotte Salt in Natale a Castlebury Hall
- Christy Carlson Romano in Kim Possible
- Merritt Patterson in Quel Natale che ci ha fatto incontrare

### Serie animate
- Rei Ayanami e Yui Ikari in Neon Genesis Evangelion (doppiaggio Dynit)
- Anina in Eat-Man
- Darla "Geek" Gugenheek in Sam & Max: libera polizia d'assalto!!!
- Sawa in A-Kite
- Natsuki Mogi in Initial D
- Angel in Argai
- Asako Sato in St. Luminous Mission High School
- Milly in A casa di Gloria
- Callie Mystic in Galactik Football
- Lady Liddy in Scuola per cavalieri
- Karly Miller in 5 gemelli diversi
- Fuchsia in Animalia
- Loli in Pop Secret
- Obiguro in Sakamoto Days
- Dottoressa Rebecca Holiday in Generator Rex
- Principessa Gommarosa  in Adventure Time
- Kim Possible in Kim Possible
- Asami Sato in La leggenda di Korra
- Sif in Thor e Loki - Fratelli di sangue
- Miyazu Kusanagi in Shin Jeeg Robot d'acciaio
- Lindsay in A tutto reality - All-Stars
- Bridgette in A tutto reality: le origini
- Pam in Mio papà a caccia di alieni
- Mike in Mike, Lu & Og
- Roll in MegaMan NT Warrior, MegaMan NT Warrior Axess
- Milk in Yes! Pretty Cure 5
- Milk/Kurumi Mimino/Milky Rose in Yes! Pretty Cure 5 GoGo!
- Marianna in Sandokan - La tigre ruggisce ancora
- Midori Yoshinaga in Shin Chan
- Chisa Yomoda in Serial Experiments Lain
- Toka Miyashita in Boogiepop Phantom
- Nao Nitta in Boys Be
- Sayaka Yumi in Goldrake U
- Eureka in Eureka Seven
- Tikal the Echidna in Sonic X
- Northa in Fresh Pretty Cure!
- Shirley Fenette in Code Geass: Lelouch of the Rebellion
- Hatchin in Michiko e Hatchin
- Tina Russo in The Looney Tunes Show
- Clara Cenerentola in Regal Academy
- Nebula in Winx Club
- Stephanie in La famiglia Proud
- Sirlille in KamiKatsu: Working for God in a Godless World
- Aletheia in DuckTales
- Anna Heartfilia in Fairy Tail

### Videogiochi
- Lady Sif in Disney Infinity 2.0 (2014)[2]
- Venusia in UFO Robot Goldrake: Il banchetto dei lupi[3]

## Premi e riconoscimenti
Ha ricevuto il premio "Voce femminile dell'anno" attribuito dal pubblico al Gran Galà del Doppiaggio, durante il Romics 2008.
Nel 2011 ha vinto il "Leggio d'oro voce femminile dell'anno".
Al festival Voci nell'ombra 2017 ha vinto il premio nella sezione "Audiolibri" per Diario di Preghiere, di Yukio Mishima.